# Dilophus idanos
Dilophus idanos (лат.) — ископаемый вид двукрылых насекомых рода Dilophus из семейства Bibionidae. Обнаружен в эоценовых отложениях США (Кишененская свита, Deep Ford site, Средний Флатхед, Глейшер, Монтана, США, около 45 млн лет).

## Описание
Мелкие двукрылые насекомые. Длина тела — 3,7 мм. Грудь — 0,93 мм, брюшко — 2,3 мм. Тело чёрное и коричневое. Голова светло-коричневая, длина головы 0,52 мм, высота 0,60 мм; жгутик усика с 6 видимыми члениками, терминальный членик удлинен (длина 83 мкм, ширина 60 мкм); щупики светло-коричневые.

## Систематика и этимология
Вид был впервые описан в 2022 году по эоценовым отложениям из (Кишененской свиты, Deep Ford site, Средний Флатхед, Глейшер, Монтана, США, около 45 млн лет) в составе семейства Bibionidae. Название таксона происходит от греческого слова idanos, означающий прекрасный, милый.